# Serra dels Corrals Blancs
La Serra dels Corrals Blancs és una serra situada al municipi de Ger a la comarca de la Baixa Cerdanya, amb una elevació màxima de 1.583,5 metres.